# اوتیس اف. گلن
اوتیس اف. گلن (به انگلیسی: Otis Ferguson Glenn) سناتور سابق عضو حزب جمهوری‌خواه ایالات متحده آمریکا بود. وی در سال ۱۹۲۸ تا ۱۹۳۳ میلادی سناتور ایالت ایلی‌نوی در سنای ایالات متحده آمریکا بود.